# Ménil
Ménil é uma comuna francesa na região administrativa da Pays de la Loire, no departamento de Mayenne. Estende-se por uma área de 28,7 km². Em 2010 a comuna tinha 943 habitantes (densidade: 32,9 hab./km²).